# Acalypha stenoloba
Acalypha stenoloba là một loài thực vật có hoa trong họ Đại kích. Loài này được Müll.Arg. mô tả khoa học đầu tiên năm 1872.

## Hình ảnh

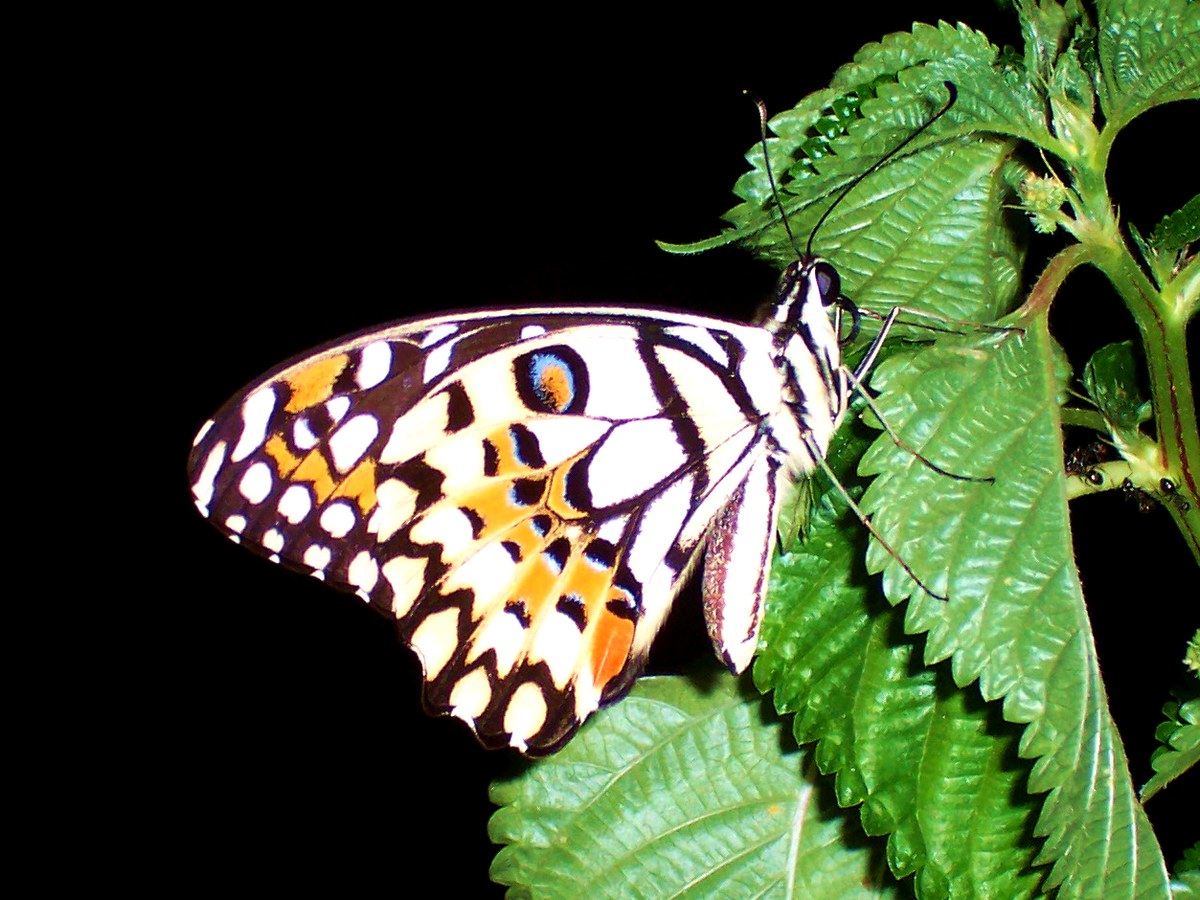